# Lect

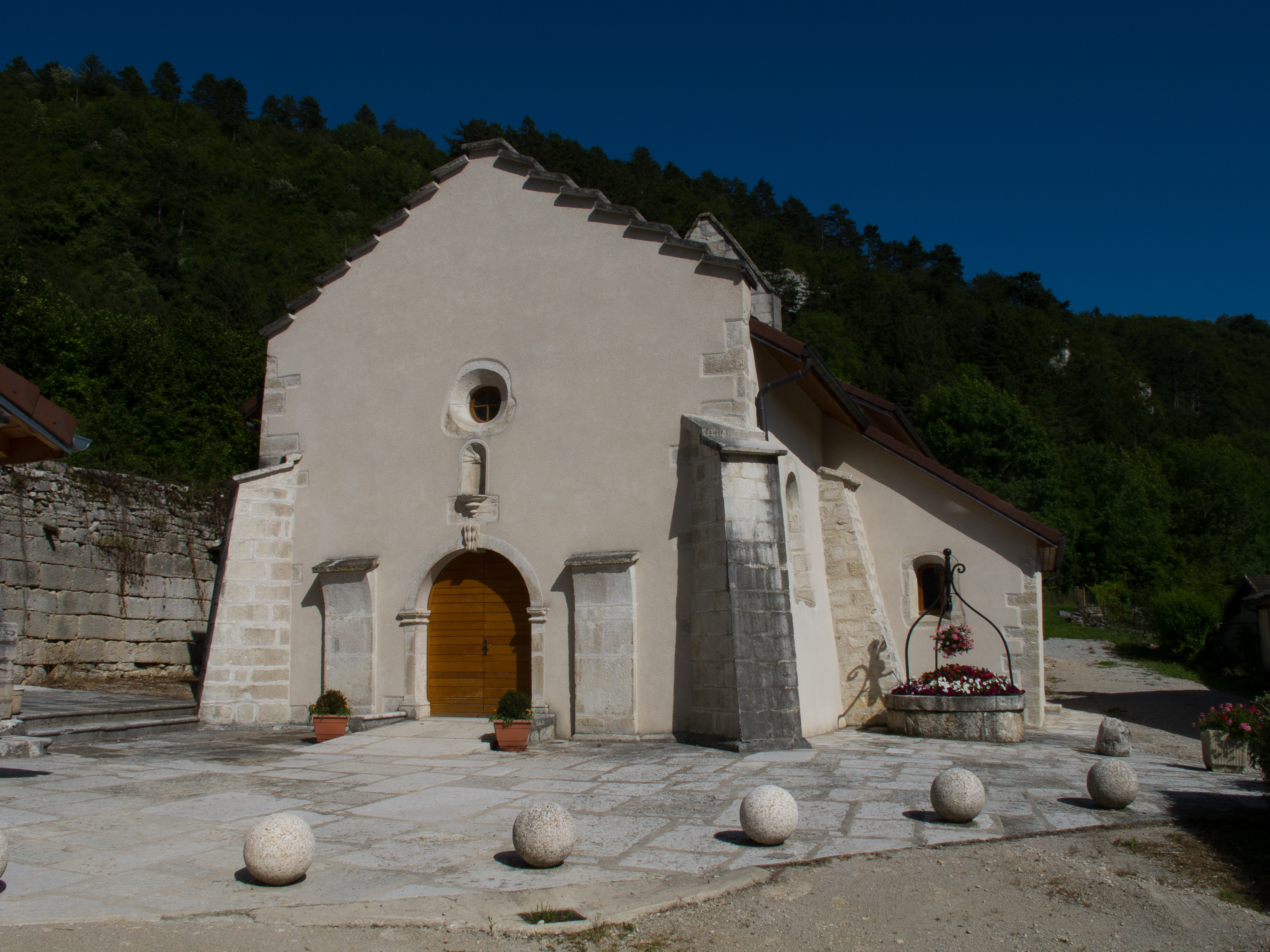
Nhà nguyện Lect

Lect là một xã trong vùng hành chính Franche-Comté, thuộc tỉnh Jura, quận Saint-Claude, tổng Moirans-en-Montagne. Tọa độ địa lý của xã là 46° 23' vĩ độ bắc, 05° 40' kinh độ đông. Lect nằm trên độ cao trung bình là 530 mét trên mực nước biển, có điểm thấp nhất là 306 mét và điểm cao nhất là 740 mét. Xã có diện tích 13.59 km², dân số vào thời điểm 1999 là 352 người; mật độ dân số là 26 người/km².

## Thông tin nhân khẩu
| 1962 | 1968 | 1975 | 1982 | 1990 | 1999 |
| ---- | ---- | ---- | ---- | ---- | ---- |
| 257  | 841  | 273  | 280  | 266  | 352  |

## Địa điểm tham quan
Nhà thờ của Lect được xây trong thế kỉ thứ 18. Ngoài ra là 3 nhà thờ nhỏ, trong đó là Notre Dame de la Roche (Nhà thờ Đức Bà Roche).